# 280e régiment de fusiliers motorisés de la Garde
Pour les articles homonymes, voir 280e régiment.
Le 280e régiment de fusiliers motorisés de la Garde (en russe : 280-й гвардейский мотострелковый полк, abrégé 280 гв. мсп), de son nom complet le 280e régiment de fusiliers motorisés de la Garde de l'ordre de Souvorov (en russe : 280-й гвардейский мотострелковый ордена Суворова полк), est une unité de fusiliers motorisés de l'armée de terre russe (n° d'unité ?).
Le régiment fait partie de la 18e division de fusiliers motorisés de la Garde de la 11e corps d'armée du district militaire ouest, basé dans la ville de Goussev, dans l'oblast de Kaliningrad.

## Historique
L'unité reprend les traditions du 681e régiment de fusiliers (ru) de l'Armée rouge, créé en 1939 au sein de la première formation de la 133e division de fusiliers.
Le 17 mars 1942, le 681e régiment de fusiliers est réorganisé en 58e régiment de fusiliers de la Garde au sein de la 18e division de fusiliers de la Garde de l'Armée rouge,.
Le régiment achève la guerre en Prusse-Orientale. En 1945, après la fin de la Seconde Guerre mondiale, le 58e régiment est réorganisé en 97e régiment mécanisé de la Garde de la 30e division mécanisée de la Garde. L'unité est basée en Tchécoslovaquie et après l'effondrement de l'URSS, est retirée dans l'oblast de Kaliningrad.
Le 25 juin 1957, l'unité est renommée 280e régiment de fusiliers motorisés de la Garde au sein de la 30e division de fusiliers motorisés de la Garde.
En 2021, le 280e régiment est relancé dans le cadre de la 18e division de fusiliers motorisés de la Garde. Dans le cadre de l'invasion russe de l'Ukraine, le 280e régiment est engagé dans l'offensive de Kharkiv de 2024.